# گرمستان
گرمستان، روستایی است از توابع بخش کلیجان‌رستاق شهرستان ساری در استان مازندران . روستای گرمستان از جاذبه‌ها و مناظر طبیعی و گردشگری زیبایی برخوردار است، که از آن جمله می‌توان به: جنگل‌های ازدارک،  رود تجن ساری، شالیزاهای سرسبز وباغات مرکبات اشاره کرد. با توجه به این جاذبه‌ها روستا در سال‌های اخیر شاهد ویلا سازی‌های گسترده بوده‌است.
گرمستان، با قدمتی چند هزار ساله!!
روستای گرمستان قدمتی چند هزار ساله دارد، نام پیشین این روستا گبرستان بوده که به معنی محل سکنای قوم گبر، از اقوام کهن و باستانی ساکن در ایران می‌باشد. تنها قلعه‌ای که از این دوران باقی مانده‌است، در ارتفاعات این روستا واقع گردیده که بر اثر وقایع طبیعی اکنون زیر تلی از خاک مدفون گشته‌است.
گرمستان درلغت‌نامهٔ دهخدا:
گرمستان . [گ َ م ِ] (اِخ) دهی است از دهستان کلیجان رستاق بخش مرکزی شهرستان ساری، واقع در ۱۹۰۰۰گزی جنوب خاوری ساری و ۲۰۰۰گزی قهوه خانهٔ هولار. منطقه‌ای است کوهستانی جنگلی و معتدل دارای ۲۷۰ تن سکنه است. آب آنجا از رودخانهٔ تجن تأمین می‌شود. محصول آن برنج و غلات و شغل اهالی زراعت و راه آن مالرو. دبستان هم دارد. (از فرهنگ جغرافیایی ایران ج ۳)

## جمعیت روستای گرمستان
این روستا در دهستان کلیجان‌رستاق علیا قرار داشته و براساس آخرین سرشماری مرکز آمار ایران که در سال ۱۳۸۵ صورت گرفته، جمعیت آن ۸۵نفر (۲۷خانوار) بوده‌است.